# Wolpertshausen

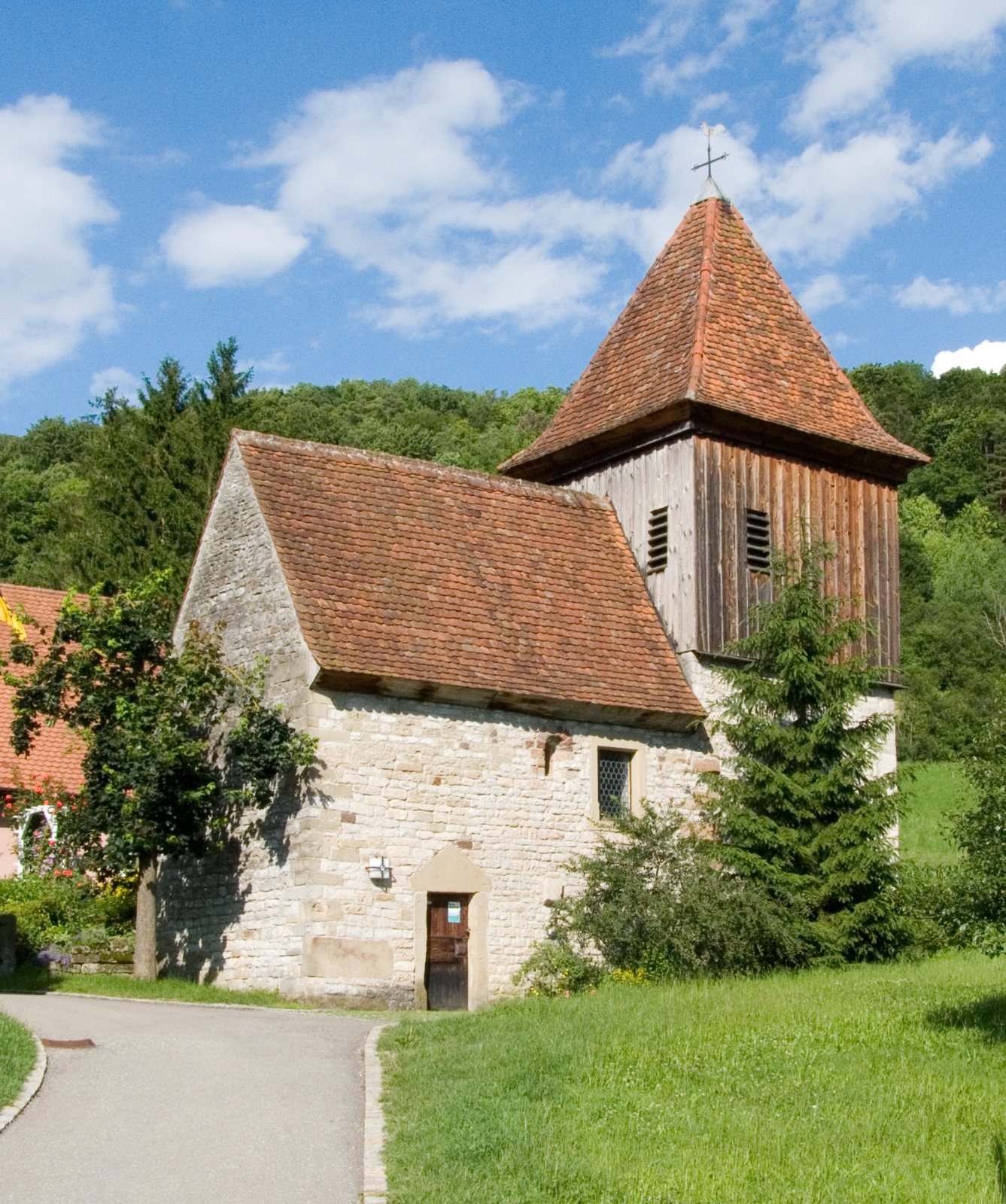
Die Allerheiligen-Kapelle in Unterscheffach

Wolpertshausen ist eine Gemeinde im Landkreis Schwäbisch Hall im fränkisch geprägten Nordosten Baden-Württembergs.

## Geographie

### Geographische Lage
Wolpertshausen liegt etwa 12 km nordöstlich der Kreisstadt Schwäbisch Hall. Die Ortsteile Unterscheffach, Hopfach und Cröffelbach liegen im tief in den Muschelkalk eingeschnittenen Bühlertal.
Alle anderen Teilorte liegen wie Wolpertshausen auf der so genannten Ilshofener Ebene.  Die Ortschaft Hohenberg liegt in Höhenlage (Südausrichtung), oberhalb des Bühlertals. Der Blick reicht über die Ortschaft Cröffelbach, das Bühlertal bis hin zu der höchsten Erhebung des Stadtgebietes der Kreisstadt Schwäbisch Hall, dem Einkorn. Nach Westen hin ist der Ausblick zu den Waldenburger Bergen frei. Der Norden erlaubt einen Blick über das Grimmbachtal bis weit hinter Langenburg.

### Nachbargemeinden
Die Gemeinde grenzt im Osten und Südosten an die Stadt Ilshofen, im Südwesten an die Kreisstadt Schwäbisch Hall, im Westen an Braunsbach und im Norden an die Obersteinacher Gemeindeexklave von Ilshofen sowie an die Stadt Gerabronn.

### Gemeindegliederung
Zur Gemeinde Wolpertshausen gehören elf Dörfer, Weiler und Höfe; das Dorf Wolpertshausen, die Weiler Cröffelbach, Haßfelden, Hörlebach, Hohenberg, Hopfach, Reinsberg, Rudelsdorf und Unterscheffach und die Höfe Heide und Landturm sowie die abgegangenen Ortschaften Argersdorf, Atzmannsdorf, Burg der Alten von Altenberg, Hertlinsdorf, Hofstetten, Otterbachhof und Walmerstal.

### Flächenaufteilung
Nach Daten des Statistischen Landesamtes, Stand 2023.

## Geschichte

### Zur Zeit des alten Reichs
Bei Unterscheffach liegen Grabenreste der abgegangenen Wasserburg Unterscheffach. Vier weitere Burgställe abgegangener Burgen liegen auf Bergspornen rechts über dem Bühlertal von links der Heinlesklinge über Unterscheffach bis zum Eichelberg nördlich von Hopfach.
Im Hochmittelalter gehörte Wolpertshausen überwiegend wie auch der Weiler Cröffelbach zur Burg Bielriet.
1469 brannte Jörg von Rosenberg den Ort Wolpertshausen nieder.
In der frühen Neuzeit unterstand Wolpertshausen mit Ausnahme eines Lehenshofes der Reichsstadt Hall und gehörte zum Amt Bühler des hällischen Landterritoriums.

### Seit württembergischer Zeit
Nach Auflösung der Reichsstadt und Übernahme der Haller Landgebiete 1802 fiel der Ort an das Herzogtum bzw. seit 1806 Königreich Württemberg. 1808 kam Wolpertshausen vom Oberamt Vellberg zum Oberamt Hall.  Bei der Kreisreform während der NS-Zeit in Württemberg gelangte Wolpertshausen 1938 zum alten Landkreis Schwäbisch Hall.
Bei der Besetzung Württembergs 1945 durch die 7. US-Armee wurden bei Kampfhandlungen im Zuge der Schlacht um Crailsheim 94 Gebäude in Wolpertshausen zerstört. Die danach errichteten Neubauten sind meist an einem steinsichtigen Sockel aus Muschelkalk-Werksteinen in Höhe des Erdgeschosses zu erkennen.
Nach dem Zweiten Weltkrieg lag der Ort in der Amerikanischen Besatzungszone und gehörte somit zum neu gegründeten Land Württemberg-Baden, das 1952 im jetzigen Bundesland Baden-Württemberg aufging.
In der Zeit der Gemeindereform während der 1970er Jahre blieb die Gemeinde Wolpertshausen unverändert erhalten.

### Religion
Seit der Reformation im 16. Jahrhundert ist Wolpertshausen überwiegend evangelisch geprägt. Der Ort gehört zur Kirchengemeinde Reinsberg im Kirchenbezirk Schwäbisch Hall.

## Politik

### Gemeinderat
Der Gemeinderat in Wolpertshausen hat 12 Mitglieder. Er besteht aus den gewählten ehrenamtlichen Gemeinderäten und dem Bürgermeister als Vorsitzendem. Der Bürgermeister ist im Gemeinderat stimmberechtigt. 
Die Kommunalwahl am 9. Juni 2024 führte zu folgendem Endergebnis. Die Wahlbeteiligung betrug 65,82 Prozent.
| Liste                  | Stimmen | Sitze |
| Liste Eins             | 43,25 % | 5     |
| Wir für Wolpertshausen | 56,75 % | 7     |

### Bürgermeister
Von 1962 bis 1990 war Kuno Haberkern der Bürgermeister. Sein Nachfolger, Diplom-Verwaltungswirt Jürgen Silberzahn, wurde 1990 erstmals gewählt und 1998, 2006, 2014 (99,2 %) und 2022 (85,75 %) wiedergewählt.

## Sehenswürdigkeiten
- Bei Hörlebach steht noch ein Landturm der Haller Landheeg an einem ehemaligen Straßendurchlass nach Norden (heutige L 1042).
- Die kleine Allerheiligenkapelle in Unterscheffach ist eines der ältesten Kirchengebäude der Umgegend.

### Naturdenkmäler
- Zahlreiche Dolinen finden sich auf Haßfelder Gemarkung und östlich von Reinsberg dem Taleinschnitt der Schmerach zu.
- Etwa einen halben Kilometer östlich von Rudelsdorf verschwindet der Hegenbach in einer Doline. Die Talung setzt sich östlich am Weiler vorbei fort und beherbergt weiter talab den zur Schmerach fließenden Urtelbach. Weitere Dolinen liegen im südlichen Gemeindeteil östlich von Reinsberg dem Schmerachtaleinschnitt zu.

## Wirtschaft und Infrastruktur

### Verkehr
Wolpertshausen hat einen Kilometer nordöstlich des Hauptortes Anschluss an die A 6 (Anschlussstelle Wolpertshausen/Ilshofen). Die L 2218 Crailsheim–Schwäbisch Hall durchquert diesen auf der Alttrasse der B 14 in westlicher Richtung. Den hier etwa 150 Meter tiefen Einschnitt des Bühlertals überwindet die Straße anschließend auf den sogenannten Cröffelbacher Steigen.
Durch eine Alltagsroute aus dem Radnetz Baden-Württemberg sind die Ortsteile Rudelsdorf, Reinsberg und Unterscheffach mit Schwäbisch Hall und in der anderen Richtung über Ilshofen mit Crailsheim verbunden.

### Ansässige Unternehmen
Die Bäuerliche Erzeugergemeinschaft Schwäbisch Hall AG, die das Schwäbisch-Hällische Landschwein vermarktet, hat ihren Sitz in Wolpertshausen.
Güde, Anbieter von Maschinen und Werkzeugen, erkennbar am blauen Anstrich, ist hier beheimatet.

## Ehrenbürger
- Kuno Haberkern (1925–2013), Bürgermeister

## Sonstiges
- Haßfelden gewann beim 22. Bundeswettbewerb Unser Dorf hat Zukunft 2007 eine Silbermedaille.
- Wolpertshausen ist Bioenergiedorf.